# 高嵜哲哉
高嵜 哲哉（たかさき てつや、1945年（昭和20年）8月24日 - ）は、日本の政治家。熊本県玉名市長（新制、2期）、玉名市長（旧制、2期）、玉名市議会議員（4期）、熊本県市長会長などを歴任した。

## 来歴
現在の熊本県玉名市出身。1964年（昭和39年）3月、熊本県立玉名高等学校卒業。1970年（昭和45年）4月、玉名市青年団協議会会長に就任。1978年（昭和53年）、エンパイアソーイング社長に就任。1985年（昭和60年）1月、玉名青年会議所理事長に就任。
1986年（昭和61年）8月、玉名市議会議員選挙に初当選。以後市議を計4期務める。
1999年（平成11年）10月から旧制の玉名市長を2期務めた。2009年（平成21年）10月25日に新制の玉名市長選挙で初当選した。2005年（平成17年）10月の合併後の選挙の結果は以下のとおり。

## 玉名市長選挙（新制）の結果

### 2005年（平成17年）
2005年（平成17年）10月3日、旧玉名市は岱明町・横島町・天水町と対等合併し、新市制による玉名市が誕生した。これに伴って11月13日に行われた市長選に出馬するも僅差で落選。
※当日有権者数：58,122人 最終投票率：84.38%（前回比：pts）
| 候補者名 | 年齢 | 所属党派 | 新旧別 | 得票数   | 得票率 | 推薦・支持         |
| -------- | ---- | -------- | ------ | -------- | ------ | ------------------ |
| 島津勇典 | 67   | 無所属   | 新     | 18,158票 | 37.39% | （推薦）自由民主党 |
| 高嵜哲哉 | 60   | 無所属   | 新     | 17,972票 | 37.01% |                    |
| 築森守   | 60   | 無所属   | 新     | 11,089票 | 22.84% |                    |
| 野尻耕喜 | 56   | 無所属   | 新     | 1,340票  | 2.76%  |                    |

### 2009年（平成21年）
2009年（平成21年）10月25日の市長選は現職の島津勇典との一騎討ちになった。前回同様自民党の推薦を得た島津を破り初当選。11月13日、市長就任。
※当日有権者数：57,341人 最終投票率：81.46%（前回比：-2.92pts）
| 候補者名 | 年齢 | 所属党派 | 新旧別 | 得票数   | 得票率 | 推薦・支持             |
| -------- | ---- | -------- | ------ | -------- | ------ | ---------------------- |
| 高嵜哲哉 | 64   | 無所属   | 新     | 24,380票 | 52.68% | （推薦）民主党・社民党 |
| 島津勇典 | 71   | 無所属   | 現     | 21,899票 | 47.32% | （推薦）自由民主党     |

### 2013年（平成25年）
2013年（平成25年）10月20日の市長選では、前玉名市議の藏原隆浩を破り再選。
※当日有権者数：56,224人 最終投票率：76.46%（前回比：-5.0pts）
| 候補者名 | 年齢 | 所属党派 | 新旧別 | 得票数   | 得票率 | 推薦・支持         |
| -------- | ---- | -------- | ------ | -------- | ------ | ------------------ |
| 高嵜哲哉 | 68   | 無所属   | 現     | 22,068票 | 51.98% |                    |
| 藏原隆浩 | 48   | 無所属   | 新     | 20,390票 | 48.02% | （推薦）自由民主党 |